# Agência para o Investimento e Comércio Externo de Portugal

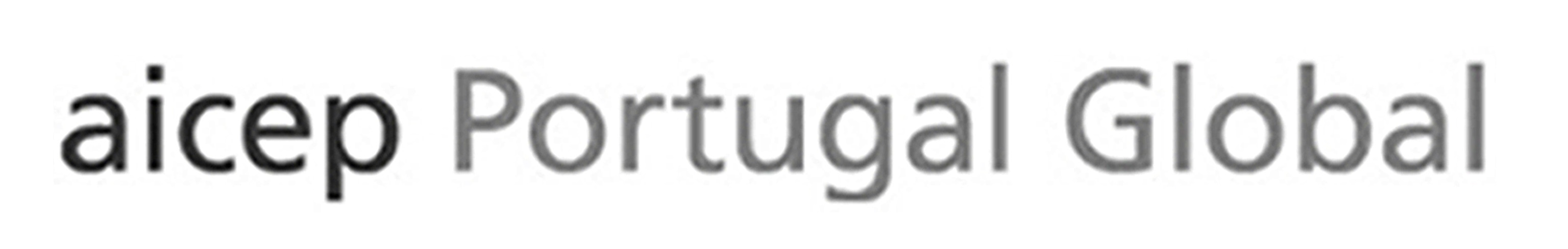
Logo der AICEP

Die Agência para o Investimento e Comércio Externo de Portugal (AICEP) („Portugiesische Agentur für Investition und Außenhandel“) ist die staatliche Außenhandelskammer Portugals mit Sitz in Lissabon.

## Geschichte

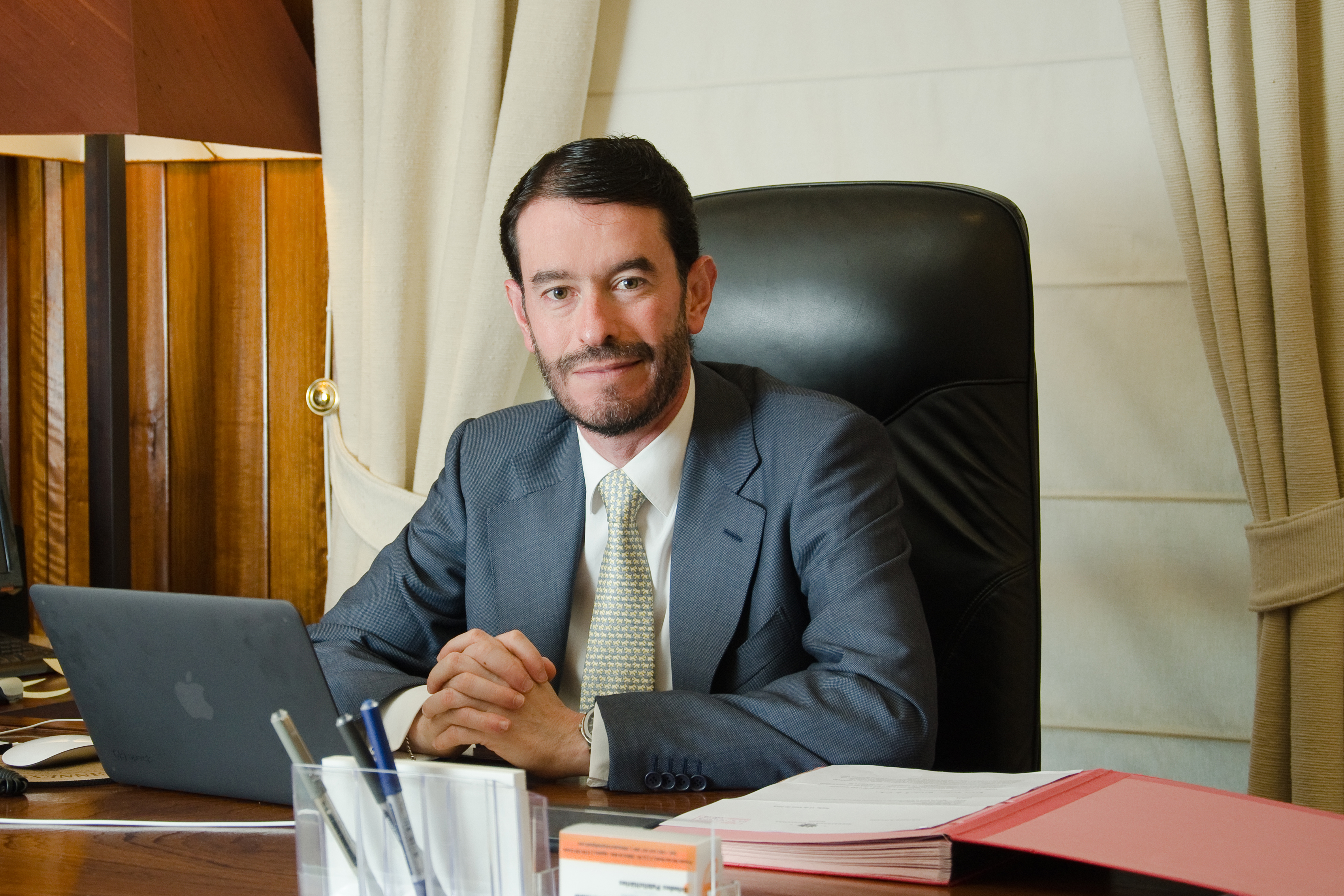
Miguel Frasquilho, seit 2014 Präsident der AICEP

Der Nelkenrevolution folgte in Portugal Ende der 1970er Jahre eine Phase der langsamen Konsolidierung, begleitet von einem langsamen wirtschaftlichen Aufschwung und einer zunehmenden wirtschaftlichen Integration Portugals in den europäischen Wirtschaftsraum.
Im April 1982 wurde im Rahmen dieser Entwicklung (Verfassungsreform Oktober 1982) das ICEP geschaffen, das Instituto do Comércio Externo de Portugal („Außenhandelsinstitut Portugals“).
Im Oktober 2002 wurde die staatliche AIP gegründet, die Agência Portuguesa para o Investimento („Portugiesische Investitions-Agentur“).
2007 wurden ICEP und AIP in der AICEP zusammengeführt.

## Zielsetzung

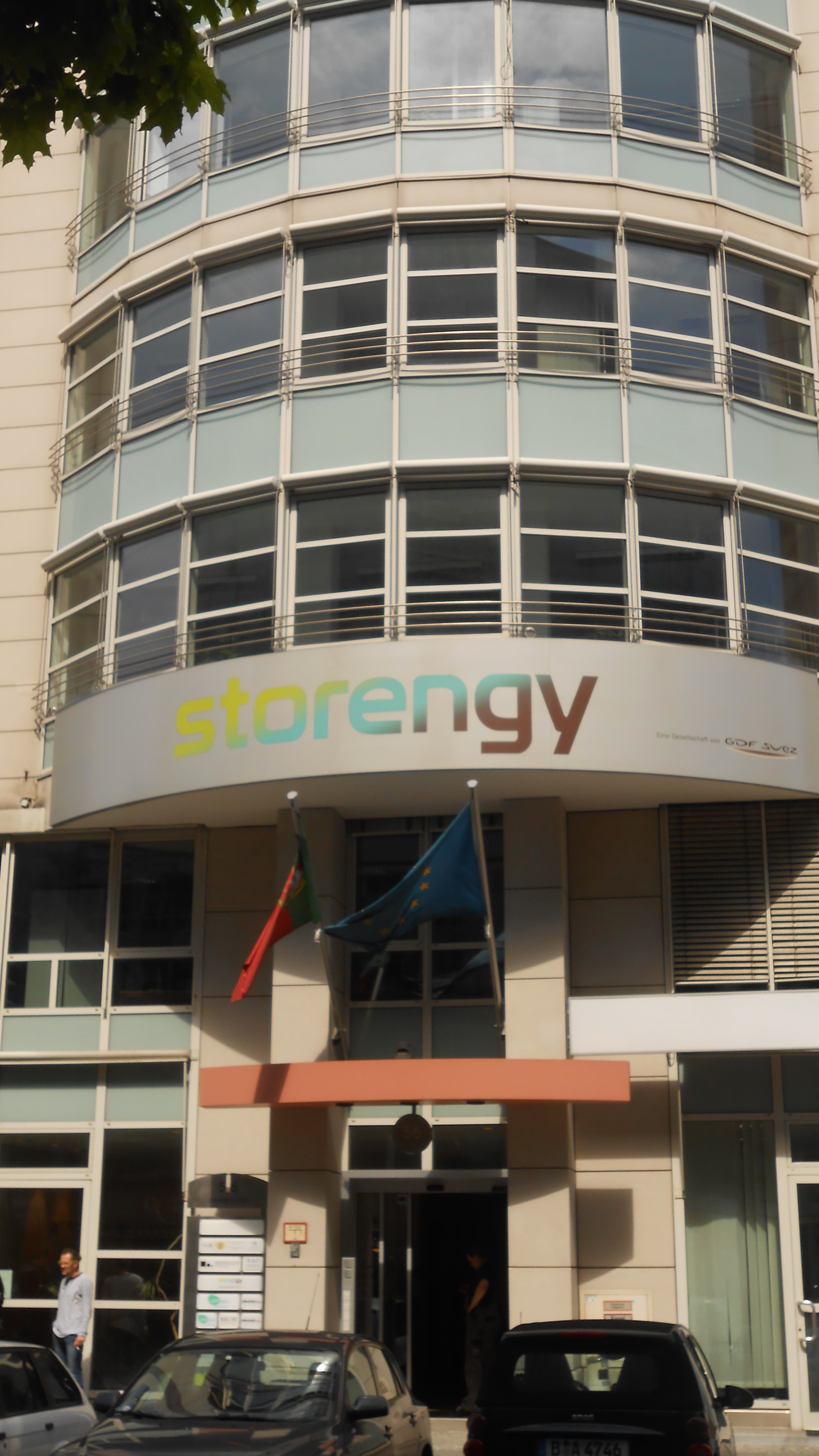
Die AICEP hat ein Büro im gleichen Gebäude wie die Portugiesische Botschaft in Berlin

Die AICEP unterstützt sowohl portugiesische Unternehmen bei ihrer Internationalisierung als auch ausländische Unternehmen bei Investitionen in Portugal. Sie ist direkter Ansprechpartner der Unternehmen und erbringt als „one-stop-agency“  Dienstleistungen bei Beratung, Vermittlung, Service.

## Struktur
Die AICEP hat ihren Sitz im portugiesischen Wirtschaftsministerium in Lissabon. Sie unterhält 82 Büros in 77 Ländern auf 5 Erdteilen. In Portugal unterhält sie 14 Exportbüros (Loja de exportação).